# Municipio de Múgica
El municipio de Múgica es uno de los 113 municipios en que se encuentra dividido el estado mexicano de Michoacán de Ocampo, su cabecera es la ciudad de Nueva Italia y se encuentra localizado en la zona centro-sur del estado. Debe su nombre al revolucionario y constituyente michoacano Francisco José Múgica.

## Geografía
Múgica se localiza en la zona centro-sur del estado de Michoacán a unos 165 kilómetros al sur de la capital del estado, la ciudad de Morelia. Tiene una extensión territorial total de 378.18 kilómetros cuadrados que equivalen al 0.64 % de la extensión total de Michoacán.
Sus límites territoriales son al norte con el municipio de Gabriel Zamora y con el municipio de Nuevo Urecho; al este y al sur con el municipio de La Huacana, al suroeste con el municipio de Apatzingán; y al oeste con el municipio de Parácuaro. 

### Topografía e hidrografía
El municipio de Múgica se encuentra casi totalmente en la Depresión del Balsas por lo que su territorio es mayoritariamente plano y con un claro declive hacia el río Balsas, sus principales elevaciones son serranías aisladas a lo largo del territorio, en los que destacan los cerros Nueva Italia, Mirador, Mesas y Blanco.
El municipio se encuentra irrigado por dos de los principales ríos del estado de Michoacán, al sur se encuentra el río Tepalcatepec que señala el límite municipal con Apatzingán, y al este el río Cupatitzio que a su vez señala el límite con La Huacana, ambos ríos se unen el vértice sureste del municipio y continúan hacia el sureste hasta la Presa Infiernillo donde se unen al río Balsas. El territorio íntegro del municipio de Múgica forma parte de la Cuenca del río Tepalcatepec-Infiernillo y de la Región hidrológica Balsas.

### Clima y ecosistemas
En Múgica se registran dos tipos diferentes de climas, la mitad norte y una pequeña extensión al sur, junto al río Tepalcatepec, tiene un clima Semiseco muy cálido y cálido, mientras que la mitad sur registra clima Seco muy cálido y cálido, de la misma manera, la mitad norte del territorio tiene una temperatura media anual que va de los 24 a los 28 °C, mientras que el promedio de la mitad sur del municipio es de 28 a 30 °C; la precipitación promedio anual se encuentra dividida en tres bandas sucesivas que del norte avanzan hacia el sur a lo ancho de todo el territorio, la franja más al norte tiene un promedio de 700 a 800 mm, la zona central de 600 a 700 mm y finalmente la franja del sur de 500 a 600 mm.
La gran mayoría de la superficie de Múgica está dedicada a la agricultura, principal motor económico y de desarrollo del municipio, la propia cabecera municipal, Nueva Italia de Ruiz, surgió como parte del desarrollo agrícola de la región, antes ocupada por grandes haciendas, hacia el sur y sureste, en las riveras de los ríos Tepalcatepec y Cupatitzio, se encuentra selva en donde se pueden encontrar especies vegetales como mango, guaje, tepeguaje y ceiba; en el noroeste del municipio se localiza una zona de pastizal en donde las especies dominantes son teteche, huizache, mezquite, cardón y amole.
Existen numerosas especies de fauna, estando entre las más representativas las de venado, zorrillo, comadreja, mapache, tlacuache, ocelote, zorro, chachalaca y tórtola.

## Demografía
El municipio de Múgica tiene un total de 45 732 habitantes de acuerdo con los resultados del Conteo de Población y Vivienda de 2020 realizado por el Instituto Nacional de Estadística y Geografía, de esa totalidad de habitantes 22 403 son hombres y 23 329 son mujeres; por lo que el 49 % de su población es de sexo masculino y el 51 % femenino, tuvo una tasa de crecimiento de 1.6 % entre 2010 y 2020. El 30.6 % de sus habitantes son menores de 15 años de edad y el 61.4 % se encuentran entre los 64 y los 15 años de edad, el 83.1 % de sus habitantes se encuentra en localidades superiores a los 2500 habitantes y el 0.2 % de la población de cinco años y más es hablante de alguna lengua indígena.

### Localidades
En el censo de 2020 el municipio de Múgica contaba con 45 localidades.
| Código INEGI      | Localidad            | Población (2020) |
| ----------------- | -------------------- | ---------------- |
| 160550001         | Nueva Italia de Ruiz | 32 328           |
| 160550014         | Gámbara              | 3 176            |
| 160550005         | El Ceñidor           | 2 515            |
| 160550019         | El Letrero           | 2 030            |
| 160550009         | Cuatro Caminos       | 1 484            |
| Otras localidades | Otras localidades    | 4 199            |
| Total municipal   | Total municipal      | 45 732           |

## Política
El actual municipio de Múgica fue creado según decreto del Congreso de Michoacán con fecha del 12 de febrero de 1942 con el nombre de Municipio de Zaragoza y segregándolo del municipio de Parácuaro. Un nuevo decreto, éste del 9 de diciembre de 1969, cambió su denominación por el de Municipio de Múgica para honrar al gral. Francisco J. Múgica.
El gobierno del municipio le corresponde al Ayuntamiento, estando éste conformado por el presidente municipal, un síndico y un cabildo integrado por siete regidores, cuatro electos por mayoría relativa y tres por el principio de representación proporcional; todos son electos mediante por popular directo y secreto, para un periodo de tres años no reelegibles de forma consecutiva pero si de manera no continua y entran a ejercer su cargo el día 1 de septiembre del año siguiente a su elección.

### Subdivisión administrativa
El gobierno subdivisional del municipio está encargado por 1 jefe de tenencia y por 38 encargados del orden que ejercen el mando en cada una de las localidades, éstos son electos mediante un pleibiscito popular y duran en su encargo tres años.

### Representación legislativa
Para la elección de diputados locales al Congreso de Michoacán y de diputados federales a la Cámara de Diputados, el municipio de Múgica se encuentra integrado en los siguientes distritos electorales:
Local:
- Distrito electoral local de Michoacán con cabecera en Nueva Italia de Ruiz.[17]

Federal:
- Distrito electoral federal 1 de Michoacán con cabecera en Ciudad Lázaro Cárdenas.[18]

### Presidentes municipales
- (1990-1992): Antonio Ramos Tafolla
- (1999-2001): Raymundo Arreola Ortega
- (2002-2004): Armando Medina Torres
- (2005-2007): Benjamín Serrato Blanco
- (2008-2010): Azucena Galeana Carrillo
- (2011-2015): Casimiro Quezada Casillas
- (2015-2018): Salvador Ruíz Ruíz
- (2018-2021): Raymundo Arreola Ortega